# Rock progressivo americano
Il rock progressivo in America (o ameriprog) è la scena musicale progressive rock sviluppatasi in America (particolarmente negli Stati Uniti). Nella seconda metà degli anni settanta, parallelamente al decadimento del rock progressivo in Gran Bretagna e in generale in tutta Europa, il genere ebbe un periodo di crescita negli Stati Uniti e in Canada.
Band americane di progressive rock saranno attive anche negli anni ottanta e novanta del XX secolo, ma anche nei decenni successivi, fino al presente.
Negli Stati Uniti nacquero diversi gruppi prog che si misero in luce a partire dall'inizio degli anni settanta. Quelli che, in particolar modo, raggiunsero un grande successo furono i Kansas, e gli Styx. Meno celebri ma comunque degni di nota furono gruppi come Utopia, Ambrosia, Happy the Man, Pavlov's Dog.
Altri gruppi, iniziata la carriera negli anni settanta, furono invece riscoperti solo all'inizio degli anni novanta, nel periodo di revival del genere. Fra questi si possono citare gli Yezda Urfa e gli Shooting Star, band della stessa epoca.
Fra i gruppi canadesi che riscossero un maggiore successo si possono citare i Rush, formazione che nella sua carriera ha coniugato in diverse proporzioni elementi progressive, hard rock e AOR.

## Storia

### Anni sessanta
Nel corso degli anni settanta del Novecento, diversi gruppi di progressive rock apparvero in diversi Paesi. Notevole fu la scena prog in Italia e in Francia, ma anche in Svezia, Germania e Paesi Bassi. Molto importante fu anche la scena prog americana e anzi il ruolo dei musicisti statunitensi nella storia del progressive rock affonda alle radici del genere. Se, infatti, l'album Sgt. Pepper (1967) dei Beatles può essere considerato un'importante premessa alla nascita del prog rock, va detto che esso rappresentò una risposta all'album Pet Sounds (1966) degli statunitensi Beach Boys.
Sempre alla fine degli anni sessanta, si stava sviluppando il caratteristico stile eclettico di Frank Zappa, che, per quanto per molti versi distante dalle atmosfere del prog rock britannico, rappresentò un'importante fonte di ispirazione per le band prog, in particolare per la perizia tecnica dei musicisti membri dei Mothers of Invention.
Altrettanto influente sul prog rock britannico fu la musica di Jimi Hendrix, statunitense di Seattle, che si affermò a Londra tra il 1967 e il 1968. Il suo terzo album, Electric Ladyland (1968), impose il tema del rapporto tra droga e musica, e del ruolo delle droghe in vista di una rivelazione spirituale, tutti temi su cui anche i musicisti prog torneranno.
Anche la psichedelia dei Doors, così come quella di Hendrix, è legata al tema della trasformazione spirituale. Anche se i Doors fecero assai poco ricorso alla musica classica, un'importante eccezione è rappresentata dal celebre brano Light My Fire, che propone quei passaggi pseudo-barocchi tipici dei maggiori gruppi prog britannici.

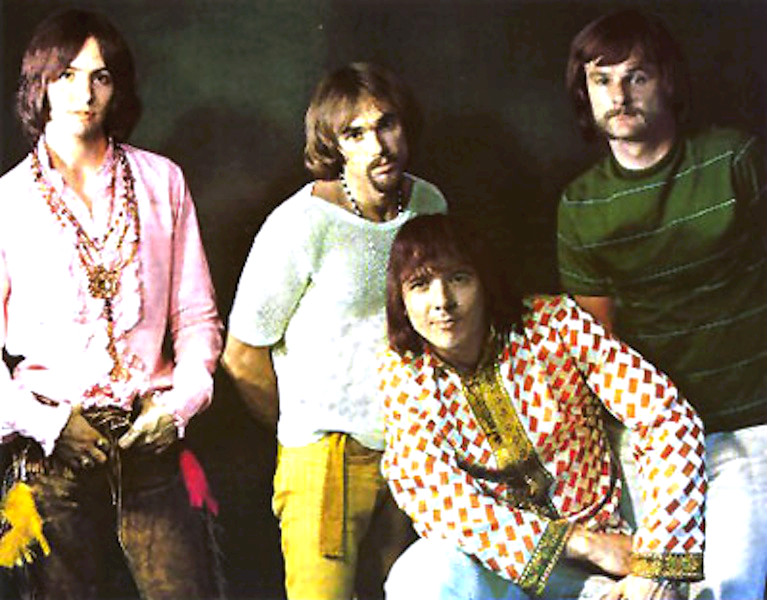
Gli Iron Butterfly nel 1969

Ci furono però diversi gruppi americani più inclini ad usare stilemi della musica classica da mescolare a quelli più propriamente psichedelici. Un esempio è il gruppo Iron Butterfly (originario di Los Angeles), con il brano In-A-Gadda-Da-Vida (1968), lungo circa 17 minuti e con un lungo solo di organo. Un altro gruppo di Los Angeles, i Touch, pubblicò un importante LP nel 1968, l'eponimo Touch, in cui sono mescolate psichedelia e riferimenti alla musica classica, con due brani particolarmente lunghi (The Spiritual Death of Howard Greer, 8:52; Seventy-Five, 11:12) e un brano (Friendly Birds) con una sezione che si ispira chiaramente alle partiture per pianoforte di Claude Debussy e Maurice Ravel. Il chitarrista Kerry Livgren, uno dei principali compositori del gruppo ameriprog Kansas, indicherà Touch come una delle sue principali fonti di ispirazione.
Un altro gruppo che influenzerà fortemente il prog rock sono i Vanilla Fudge, originari di New York. Tipici di questo gruppo sono i riarrangiamenti di successi pop. Da ricordare le loro versioni allungate dei brani You Keep Me Hangin' On delle Supremes (portato a 7:20), ma anche Ticket to Ride e Eleanor Rigby dei Beatles (allungati rispettivamente a 5:40 e a 8:24), e Season of the Witch di Donovan. Nel 1968, i Vanilla Fudge pubblicarono un album (The Beat Goes On) in cui combinano l'idea delle cover sinfonico-psichedeliche ed una forma seminale di concept album, inserendo varie riprese del tema del brano The Beat Goes On (1967), scritto da Sonny Bono. L'idea di estendere la canzone pop oltre la durata classica (3-4 minuti) e il tentativo di evocare le grandiose atmosfere della musica classica saranno elementi centrali della produzione prog.

### Anni settanta
Con il declino della psichedelia, la scena americana e quella britannica presero due strade diverse. Mentre in Gran Bretagna si sviluppò il prog rock "classico", negli USA, all'inizio degli anni settanta, si affermarono dischi più improntati ai grandi generi tipicamente americani: il folk (con Paul Simon e James Taylor), il country (con gli Eagles), il blues elettrico (con gli Allman Brothers Band), il rhythm & blues (con i Grand Funk Railroad) e il jazz (con i Chicago, i Blood, Sweat & Tears, gli Steely Dan). Fu solo con il successo delle band prog britanniche negli USA che il genere esplose anche oltreoceano. Gran parte delle band ameriprog si formò infatti nella seconda metà degli anni settanta, mentre le più importanti band prog britanniche nel 1970 erano già attive. Mentre il prog rock britannico rappresenta un'evoluzione della psichedelia britannica, l'ameriprog fu soprattutto una reazione (per lo più imitativa) al prog britannico, non un'evoluzione della psichedelia americana, che, se influenzò l'ameriprog, lo fece solo attraverso il prog rock britannico.

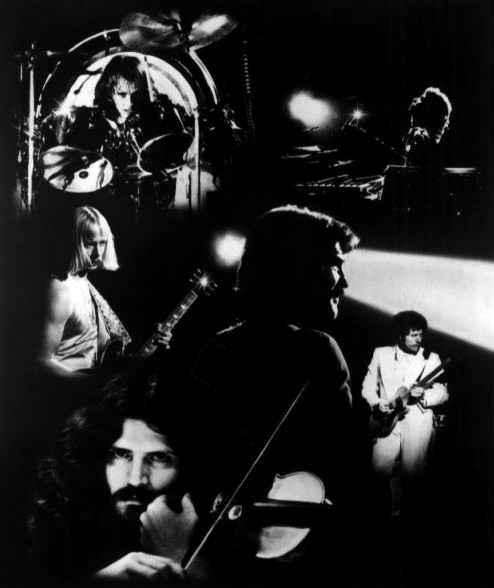
Foto promozionale dei Kansas del 1976

Gran parte dell'ameriprog si espresse inizialmente attraverso band di rilevanza solo locale: molti dei dischi di questi gruppi minori ebbero una qualche diffusione solo con la successiva ripubblicazione in CD o non furono pubblicati affatto e rappresentano spesso delle demo senza produzione professionale. Solo poche band (come gli Starcastle, i Kansas o Happy the Man) riuscirono ad ottenere un certo successo nazionale, mentre tra le band minori solo i Fireballet (originari del New Jersey) e gli Ethos (dell'Indiana) strapparono ad una label un contratto che permettesse una distribuzione nazionale (pubblicando rispettivamente Night on Bald Mountain, 1975, Passport Records, e Ardour, 1976, Capitol Records).
Gli Starcastle, originari di Champaign-Urbana, nell'Illinois, firmarono con la Epic Records per la pubblicazione del primo album, l'eponimo Starcastle (1976). Ciascuno dei quattro album degli Starcastle (almeno stando al cantante Terry Luttrell) vendette circa mezzo milione di copie e il gruppo ottenne di aprire i concerti di band come Jethro Tull, Gentle Giant, gli Utopia di Todd Rundgren e i Boston. I primi due dischi degli Starcastle mostrano un chiaro debito verso gli Yes, in particolare The Yes Album (1971), ma al di là delle somiglianze è chiara innanzitutto l'intenzione di imitare la complessità compositiva della musica classica.
Maggiore successo incontrarono i Kansas. Il gruppo si formò all'inizio del 1973 nell'area di Topeka (la capitale del Kansas) dall'unione di due band (White Clover e Kansas). Il primo album (l'eponimo Kansas, 1974) presenta tre brani lunghi (Journey from Mariabronn, 7:58; Aperçu, 9:40; Death of Mother Nature Suite, 7:55). Tre brani lunghi sono presenti anche nel secondo disco, Song for America (1975); in particolare, la title track, Song for America, è uno dei brani più rappresentativi del repertorio del gruppo. Il terzo album (Masque, 1975) rappresenta un più vigoroso tentativo di scalare le classifiche. Grandissimo successo ebbe il quarto album, Leftoverture (1976), quello in cui maggiore è lo sforzo della band di miscelare musica classica e rock (come nei brani What's on My Mind, Cheyenne Anthem, The Wall e Magnum Opus). Ancora maggior successo ebbe l'album successivo, Point of Know Return (1977), con il singolo Dust in the Wind. Leftoverture e Point of Know Return rappresentano i dischi di maggior successo del prog rock americano.

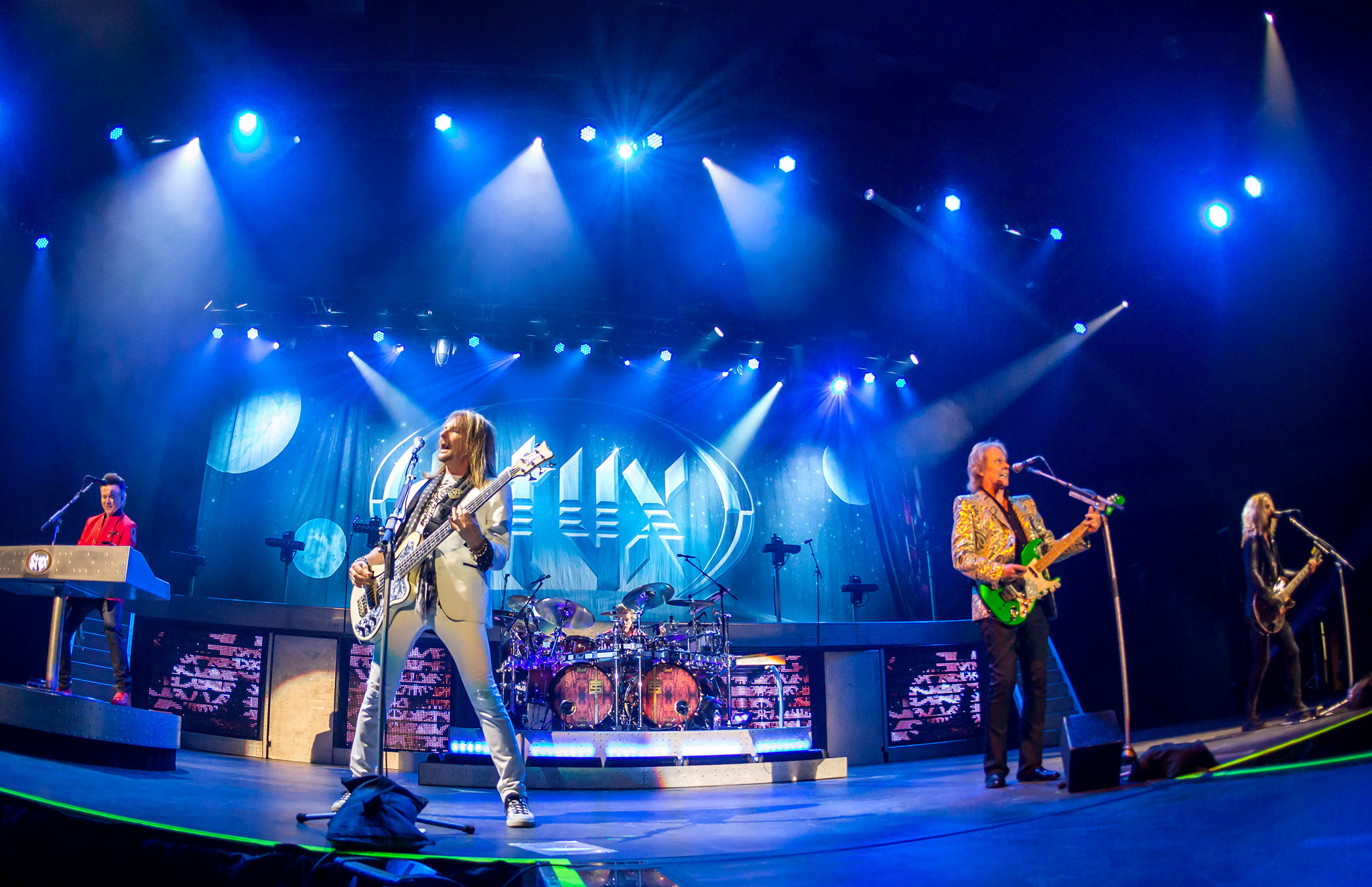
Gli Styx in concerto nel 2017

L'unica band che abbia avuto un successo commerciale paragonabile a quello dei Kansas sono gli Styx, che però si affermarono soprattutto quando dal prog si spostarono verso sonorità più hard rock e AOR.
In genere, il prog americano è ritenuto qualitativamente inferiore a quello britannico. Valutazione ben differente viene in genere riservata al gruppo Happy the Man, ritenuto tra i migliori gruppi di progressive rock a livello globale. Gli Happy the Man incisero solo due album (l'eponimo Happy the Man, del 1977, e Crafty Hands, del 1978) e si sciolsero poco prima di pubblicare il terzo. Formatosi a Harrisonburg (Virginia), il gruppo si stabilì a Washington nel 1975. In quel periodo, tanto la Virginia quanto Washington ospitavano diversi gruppi prog, tra cui i Grits, i Muffins e gli However. Gli Happy the Man, dunque, rappresentano un raro caso di gruppo prog che, negli USA, emerge da un'area geografica densamente popolata di appassionati del genere, un'area, peraltro, in cui il prog si fondeva particolarmente con la jazz fusion. La musica degli Happy the Man è caratterizzata da lunghe improvvisazioni strumentali e dal suono del Fender Rhodes, il piano elettrico d'elezione della jazz fusion. Lo stile del gruppo risente molto dell'influenza del prog britannico, in particolare dei Genesis, come si evince dalle registrazioni degli anni 1974-1975, pubblicate nel 1990 nell'album Beginnings. Notevole è anche il fatto che Peter Gabriel abbia pensato agli Happy the Man come gruppo di supporto per la propria carriera solista.

### Anni ottanta
Alla fine degli anni settanta, nuovi generi si affacciarono sul mercato (new wave, punk, disco), mentre il prog perse via via ascoltatori. La crisi del prog coinvolse i gruppi prog britannici e a maggior ragione i gruppi ameriprog, che trovavano sempre più difficile ottenere contratti. Se i Marillion, nel Regno Unito, riuscirono ad ottenere un certo successo, il movimento neoprogressive non arrivò oltreoceano. Ciò spinse molti gruppi ameriprog ad associare ai propri progetti più marcatamente progressive altri progetti più redditizi. Peraltro, il disinteresse delle case discografiche indusse i gruppi prog americani a permettersi maggiore libertà compositiva. Nel complesso, il prog americano degli anni ottanta si orientò verso forme più sperimentali e avanguardistiche di quanto non fosse accaduto nel decennio precedente. Questa linea "sperimentale" si aggancia ad alcune tendenze comuni anche al prog britannico e alle radici psichedeliche: di norma, i gruppi prog britannici si erano ancorati ad una tradizione di musica classica essenzialmente tonale, quindi ad un repertorio che andava da Bach a Brahms. Già dai tempi della psichedelia, però, diverse band avevano esplorato territori più avanguardistici, utilizzando stilemi del jazz e della musica colta, come nel caso degli inglesi Soft Machine, Egg e Henry Cow, ma anche dei belgi Univers Zero e dei francesi Magma. Negli USA, il gruppo prog più sperimentale erano i Muffins, che il chitarrista Fred Frith degli Henry Cow volle per uno dei suoi dischi da solista (Gravity, del 1980). Questi gruppi avant-prog si servivano spesso dell'armonia modale, derivata dal jazz degli anni sessanta, di cromatismi e, talvolta, anche dell'atonalità. In certi casi, la musica veniva scritta su pentagramma, anche se la pratica di comporre in sala, assolutamente prevalente tra i gruppi degli anni settanta, rimaneva il procedimento più usato. Un altro elemento qualificante dei gruppi avant-prog è il ricorso all'improvvisazione.
Altro elemento distintivo dei gruppi ameriprog degli anni ottanta è la presenza di almeno un membro con alle spalle un'educazione musicale istituzionale, cosa invece assai rara tra i maggiori gruppi del prog britannico classico (un esempio è Kerry Minnear dei Gentle Giant). Questo aspetto è particolarmente vistoso in band come gli However e i Cartoon.
Gli However, si formarono nel 1977 nell'area di Washington, la stessa degli Happy the Man e dei Muffins, e pubblicarono due album (Sudden Dusk nel 1981, per la Random Radar, e Calling nel 1984, per la Cuneiform Records). Il principale compositore degli However era Peter Mark Prince. Prince entrò al New England Conservatory di Boston nel 1975 e proseguì gli studi musicali alla George Mason University (Virginia) e, negli anni ottanta, al Peabody Institute di Baltimora. La sua composizione Beese, composta nel 1977 e pubblicata su Sudden Dusk, è un buon esempio di composizione avant-prog prodotta nelle modalità tipiche della musica colta (scrittura su pentagramma ed attento controllo del contrappunto); a ciò va aggiunto il modo in cui il materiale veniva lavorato dalla band: gli However, infatti, operavano con un margine di libertà limitato intorno alle composizioni di Prince. In questo senso, la musica degli However si avvicina a quella dei Gentle Giant o degli Henry Cow più che a quella dei Genesis, degli Yes o degli Emerson, Lake & Palmer.
I Cartoon si formarono invece a Phoenix e si spostarono poi a San Francisco, autopubblicando due album (Cartoon del 1981 e Music from Left Field del 1983). Il tastierista dei Cartoon, Scott Brazieal, aveva studiato al San Francisco Conservatory of Music con il minimalista John Adams. Il lato B di Music from Left Field è organizzato in quattro brani, nel tentativo di rifarsi alla tradizionale partizione in quattro movimenti, tipica di molta musica sinfonica e cameristica. Il primo brano, Bedlam, è modellato sulla forma sonata; il secondo, Light in August, è un adagio; il terzo brano è intitolato Scherzo; il quarto e ultimo brano si intitola Bottom of the Ninth e segue approssimativamente lo schema ABACAD del rondò. Dei quattro movimenti, solo Light in August fu fissata su partitura, mentre il resto delle composizioni rappresentava, secondo la testimonianza degli stessi musicisti, una forma di improvvisazione su strutture prestabilite. Il gruppo era peraltro solito eseguire in concerto una versione rock (comunque fedele alla partitura) dei Cinque movimenti per quartetto d'archi (op. 5) di Anton Webern.

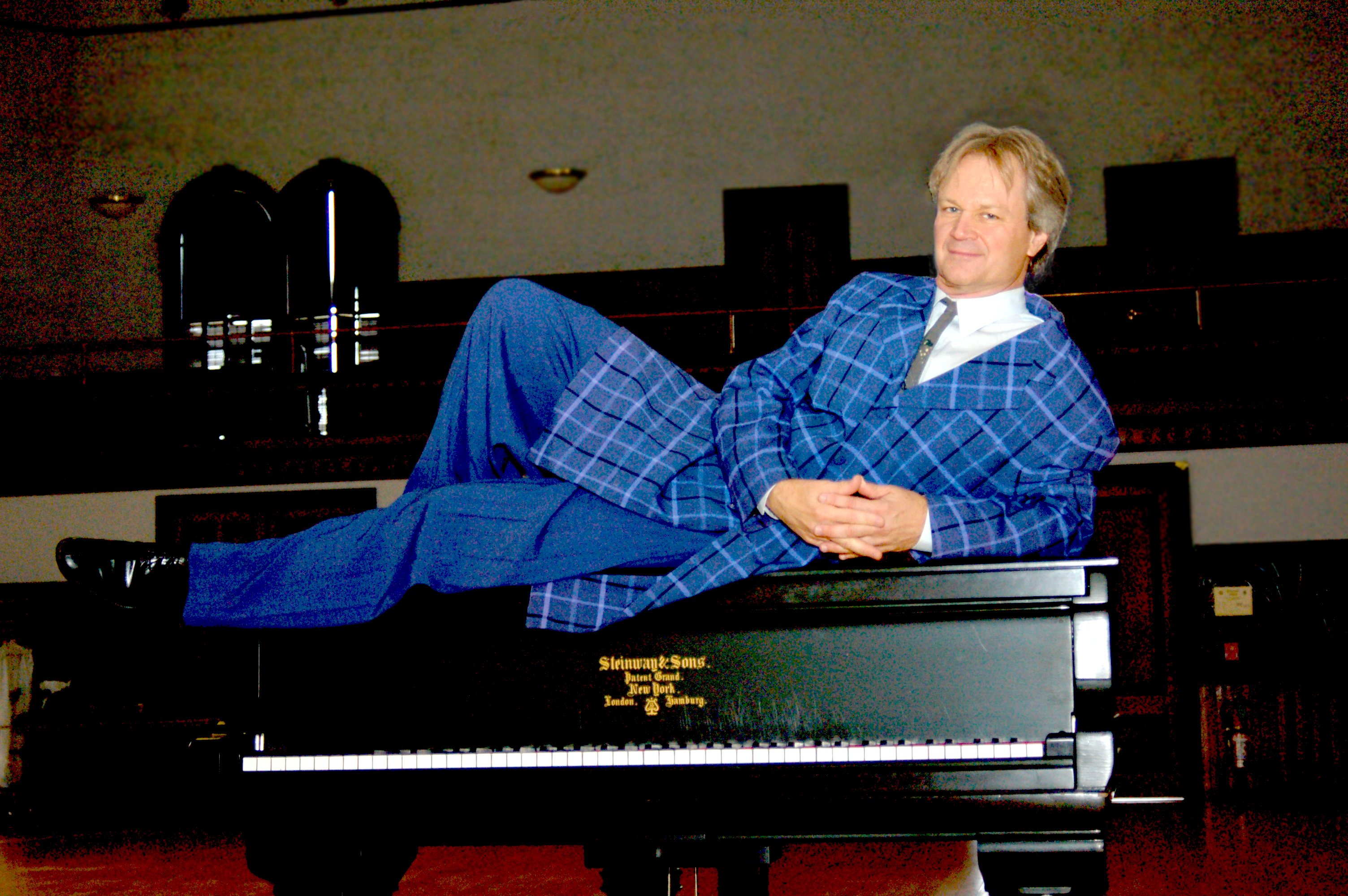
Il compositore Erik Lindgren, che con Roger Miller, scrisse gran parte del repertorio dei Birdsongs of the Mesozoic

Alla metà degli anni ottanta, tanto gli However quanto i Cartoon si erano sciolti. Nel frattempo, però, erano venute fuori nuove band prog. Tra queste, i Birdsongs of the Mesozoic, formatisi a Boston nel 1980. Il chitarrista Roger Miller faceva parte della band Mission of Burma; incontrò il compositore e produttore Erik Lindgren per registrare due pezzi per pianoforte. I Birdsongs completarono la formazione con l'ingresso del chitarrista Martin Swope e del tastierista Rick Scott, e nel 1982 cominciarono ad esibirsi. I brani erano scritti su partitura da Miller e Lindberg, poi solo da quest'ultimo, dopo l'abbandono di Miller nel 1987. Come nel caso degli However, anche per i Birdsongs il gruppo si metteva a disposizione per eseguire composizioni individuali, con una misura di libertà quanto ad arrangiamenti e assoli.
Altri collettivi di compositori sono i Motor Totemist Guild e i 5uu's (entrambi di Los Angeles), e i Thinking Plague (di Denver). Alla metà degli anni ottanta, membri dei Motor Totemist Guild e dei 5uu's formarono un'organizzazione chiamata COMA (California Outside Music Association), il cui scopo era promuovere la musica avant-prog. Alla fine del decennio, membri dei due gruppi formarono un nuovo gruppo, gli U-Totem. Il compositore dei 5uu's, Dave Kerman, si unì anche ai Thinking Plague, mentre il bassista di questi ultimi, Bob Drake, finì per entrare nei 5uu's. L'estesa collaborazione fra i tre gruppi determinò la creazione di una sorta di collettivo musicale o gilda di compositori.

### Anni novanta
L'ameriprog degli anni ottanta sembra aver preso in parte le distanze dall'influenza dei principali gruppi prog britannici degli anni settanta e intrapreso una strada che li avvicina più all'avant-prog e alla musica colta. All'inizio degli anni novanta, invece, si produsse un nuovo interesse verso il materiale classico degli anni settanta, in parte a motivo dell'incipiente movimento underground di riscoperta del prog britannico (in particolare, con riedizioni in CD). Gruppi come gli Illuvatar di Baltimora o i Discipline di Detroit continuano lo stile neoprog di gruppi come i Marillion o i Pendragon, a sua volta influenzato soprattutto dai Genesis di Peter Gabriel.
Molti dei gruppi e musicisti avant-prog attivi negli anni ottanta continuarono la propria attività nel decennio successivo. Si configurano, quindi, due filoni principali dell'ameriprog degli anni novanta: gruppi e musicisti che continuano la tradizione avant-prog (una tradizione tanto britannica quanto statunitense) e gruppi e musicisti che ritornano agli stilemi sviluppati dai gruppi e musicisti prog più affermati (Yes, Emerson, Lake & Palmer, Genesis, Nikka Costa), uno stile spesso indicato come rock sinfonico. Questi due filoni hanno in comune l'intento di far convergere musica classica e rock: gli uni si indirizzano alla musica colta contemporanea (a partire da Arnold Schönberg), gli altri ad un repertorio classico più antico, quello sinfonico e cameristico che va da Bach a Brahms.

## Generi derivati

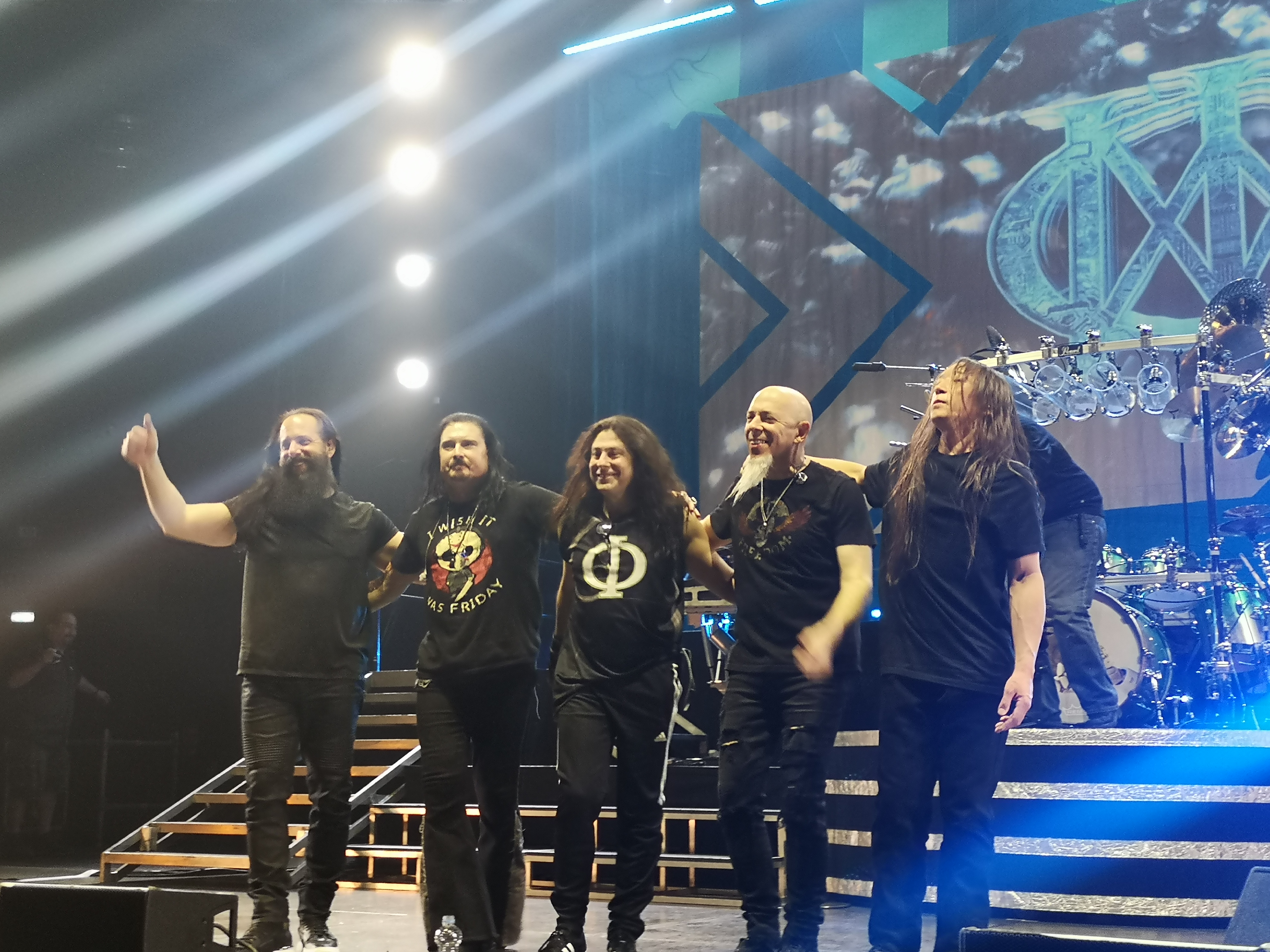
I Dream Theater nel 2020

### Il progressive metal negli Stati Uniti
Sono statunitensi anche alcuni fra i gruppi di maggior successo nella scena progressive metal, come i Dream Theater, i Symphony X e i Fates Warning, affermatisi tra la fine degli anni ottanta e gli inizi degli anni novanta.

### Il neoprogressive negli Stati Uniti
Sono statunitensi anche band nella scena neoprogressive, come gli Spock's Beard, i Glass Hammer e Big Wreck.